# Donja Međiđa
Donja Međiđa är en ort i Bosnien och Hercegovina.   Den ligger i entiteten Federationen Bosnien och Hercegovina, i den nordöstra delen av landet, 110 km norr om huvudstaden Sarajevo. Donja Međiđa ligger 208 meter över havet och antalet invånare är 3 782.
Terrängen runt Donja Međiđa är kuperad åt sydväst, men åt nordost är den platt.Runt Donja Međiđa är det ganska tätbefolkat, med 93 invånare per kvadratkilometer.. Närmaste större samhälle är Gradačac, 8,6 km norr om Donja Međiđa. 
Omgivningarna runt Donja Međiđa är en mosaik av jordbruksmark och naturlig växtlighet.